# Williamsburg (Kentucky)
Williamsburg es una ciudad ubicada en el condado de Whitley en el estado estadounidense de Kentucky. En el Censo de 2010 tenía una población de 5245 habitantes y una densidad poblacional de 411,36 personas por km².

## Geografía
Williamsburg se encuentra ubicada en las coordenadas 36°44′21″N 84°9′58″O / 36.73917, -84.16611. Según la Oficina del Censo de los Estados Unidos, Williamsburg tiene una superficie total de 12.75 km², de la cual 12.46 km² corresponden a tierra firme y (2.28%) 0.29 km² es agua.

## Demografía
Según el censo de 2010, había 5245 personas residiendo en Williamsburg. La densidad de población era de 411,36 hab./km². De los 5245 habitantes, Williamsburg estaba compuesto por el 93.8% blancos, el 2.9% eran afroamericanos, el 0.11% eran amerindios, el 0.8% eran asiáticos, el 0.1% eran isleños del Pacífico, el 0.44% eran de otras razas y el 1.85% pertenecían a dos o más razas. Del total de la población el 1.72% eran hispanos o latinos de cualquier raza.